# Alpen Cup w kombinacji norweskiej 2018/2019
Alpen Cup w kombinacji norweskiej 2018/2019 to kolejna edycja tego cyklu zawodów. Rywalizacja rozpoczęła się 8 września 2018 r. w niemieckim Winterbergu, a zakończyła się 10 marca 2019 we francuskim Chaux-Neuve. Zawody były rozgrywane w Niemczech, Włoszech, Austrii, Szwajcarii, Słowenii i Francji.
Tytułu z poprzedniej edycji bronił Austriak Johannes Lamparter. W tym sezonie najlepszy okazał się inny z austriackich dwuboistów – Max Teeling.

## Kalendarz i wyniki
| Lp. | Data                | Miejscowość   | Dystans               | 1. miejsce         | 2. miejsce         | 3. miejsce         |
| --- | ------------------- | ------------- | --------------------- | ------------------ | ------------------ | ------------------ |
| 1.  | 8 września 2018     | Winterberg    | Gundersen HS87/10 km  | Rok Jelen          | Max Teeling        | Florian Dagn       |
| 2.  | 9 września 2018     | Winterberg    | Gundersen HS87/5 km   | Manuel Einkemmer   | Max Teeling        | Thomas Rettenegger |
| 3.  | 6 października 2018 | Val di Fiemme | Gundersen HS106/10 km | David Mach         | Adrian Gllareva    | Florian Dagn       |
| 4.  | 7 października 2018 | Val di Fiemme | Gundersen HS106/5 km  | Johannes Lamparter | Dominik Terzer     | Marc Luis Rainer   |
| 5.  | 22 grudnia 2018     | Villach       | Gundersen HS98/10 km  | Luis Lehnert       | Max Teeling        | Stefan Rettenegger |
| 6.  | 23 grudnia 2018     | Villach       | Gundersen HS98/5 km   | Thomas Rettenegger | Luis Lehnert       | Marc Luis Rainer   |
| 7.  | 12 stycznia 2019    | Schonach      | Gundersen HS106/10 km | Edgar Vallet       | Fabio Obermeyr     | Florian Dagn       |
| 8.  | 13 stycznia 2019    | Schonach      | Gundersen HS106/5 km  | Max Teeling        | Stefan Rettenegger | Marc Luis Rainer   |
| 9.  | 10 lutego 2019      | Kandersteg    | HS74/4x4 km           | Zawody odwołane    | Zawody odwołane    | Zawody odwołane    |
| 10. | 16 lutego 2019      | Kranj         | Gundersen HS109/10 km | Vid Vrhovnik       | Dominik Terzer     | Manuel Einkemmer   |
| 11. | 17 lutego 2019      | Kranj         | Gundersen HS109/5 km  | Christian Frank    | Dominik Terzer     | Rok Jelen          |
| 12. | 9 marca 2019        | Chaux-Neuve   | Gundersen HS118/10 km | Max Teeling        | Edgar Vallet       | Ožbej Jelen        |
| 13. | 10 marca 2019       | Chaux-Neuve   | Gundersen HS118/5 km  | Rok Jelen          | Edgar Vallet       | Max Teeling        |

## Klasyfikacja generalna
| M.  | Zawodnik           | Punkty |
| --- | ------------------ | ------ |
| 1.  | Max Teeling        | 685    |
| 2.  | Rok Jelen          | 474    |
| 3.  | Edgar Vallet       | 366    |
| 4.  | Manuel Einkemmer   | 361    |
| 5.  | Jonas Maier        | 333    |
| 6.  | Stefan Rettenegger | 328    |
| 7.  | Mael Tyrode        | 321    |
| 8.  | Florian Dagn       | 309    |
| 9.  | Marc Luis Rainer   | 299    |
| 10. | David Zemek        | 291    |

| Lp. | Drużyna    | Punkty |
| --- | ---------- | ------ |
| 1.  | Austria    | 3458   |
| 2.  | Niemcy     | 1909   |
| 3.  | Słowenia   | 1163   |
| 4.  | Francja    | 1017   |
| 5.  | Włochy     | 577    |
| 6.  | Czechy     | 392    |
| 7.  | Szwajcaria | 20     |